# Рожков Олександр Анатолійович
Олекса́ндр Анато́лійович Рожко́в (нар. 28 листопада 1957, Ташкент) — український художник.

## Біографія
Народився 28 листопада 1957 року в місті Ташкенті, Узбекистані.
У 1980 році закінчив Республіканське художнє училище ім. П. П. Бєнькова (майстерні Кузнєцова В. І. та Мордвінцевої Г. І.) у м. Ташкенті, Узбекистан.
У 1986 році закінчив Київський державний художній інститут (нині Національна Академія образотворчих мистецтв та архітектури) за фахом монументальний живопис (майстерня проф. Чеканюка В. А., викладачі: проф. Кожеков О. В. та проф. Стороженко М. А.).
З 1986 року бере активну участь у міжнародних та республіканських виставках та пленерах.
Член Національної спілки художників України з 1992 року.
Монументальні твори митця прикрашають стіни храмів, державних та навчальних заходів, а також приватних осель міста Вінниці.
Живописні твори зберігаються в художніх музеях України та приватних колекціях США, Австрії, Іспанії, Франції, Німеччини, Англії, Ізраїлю, Швеції та ін.
Художник працює в галузі станкового та монументального живопису (фреска, мозаїка, вітраж).
Живе та працює у Вінниці.

## Основні виставки[2]
- 1987 — «Акварель та малюнок». Київ, Україна.
- 1988 — «На варті завоювань соціалізму». Київ, Україна.
- 1988 — Групова виставка. Кельце, Польща.
- 1989 — Республіканська виставка творів молодих художників. Київ, Україна.
- 1989 — Міжнародний пленер молодих художників. Кельце, Польща.
- 1991 — «Мальовнича Україна». Вінниця, Україна.
- 1991 — «Українські краєвиди». Кельце, Польща.
- 1992 — Персональна виставка. Вінниця, Україна.
- 1993 — «Мальовнича Україна». Суми, Україна.
- 1995 — Персональна виставка. Вінниця, Україна.
- 1995 — «Поділля». Звітна виставка художників Вінниччини. Київ, Україна.
- 1995 — «400-річчя Б. Хмельницького». Київ, Україна.
- 1995 — Персональна виставка. Київ, Україна.
- 1996 — «Сучасне мистецтво України». Мадрид, Іспанія.
- 2002 — «Heart2 Art». Міжнародна виставка, Стокгольм, Швеція.
- 2004 — Персональна виставка. Данія, Копенгаген.
- 2010 — Персональна виставка «Поліфонія вражень» із 32 робіт. Вінниця, Обласний художній музей[3].
- 2017 — Персональна виставка. Вінниця. З нагоди 60-річчя у виставковій залі Спілки художників Вінниці[1].

## Мозаїка

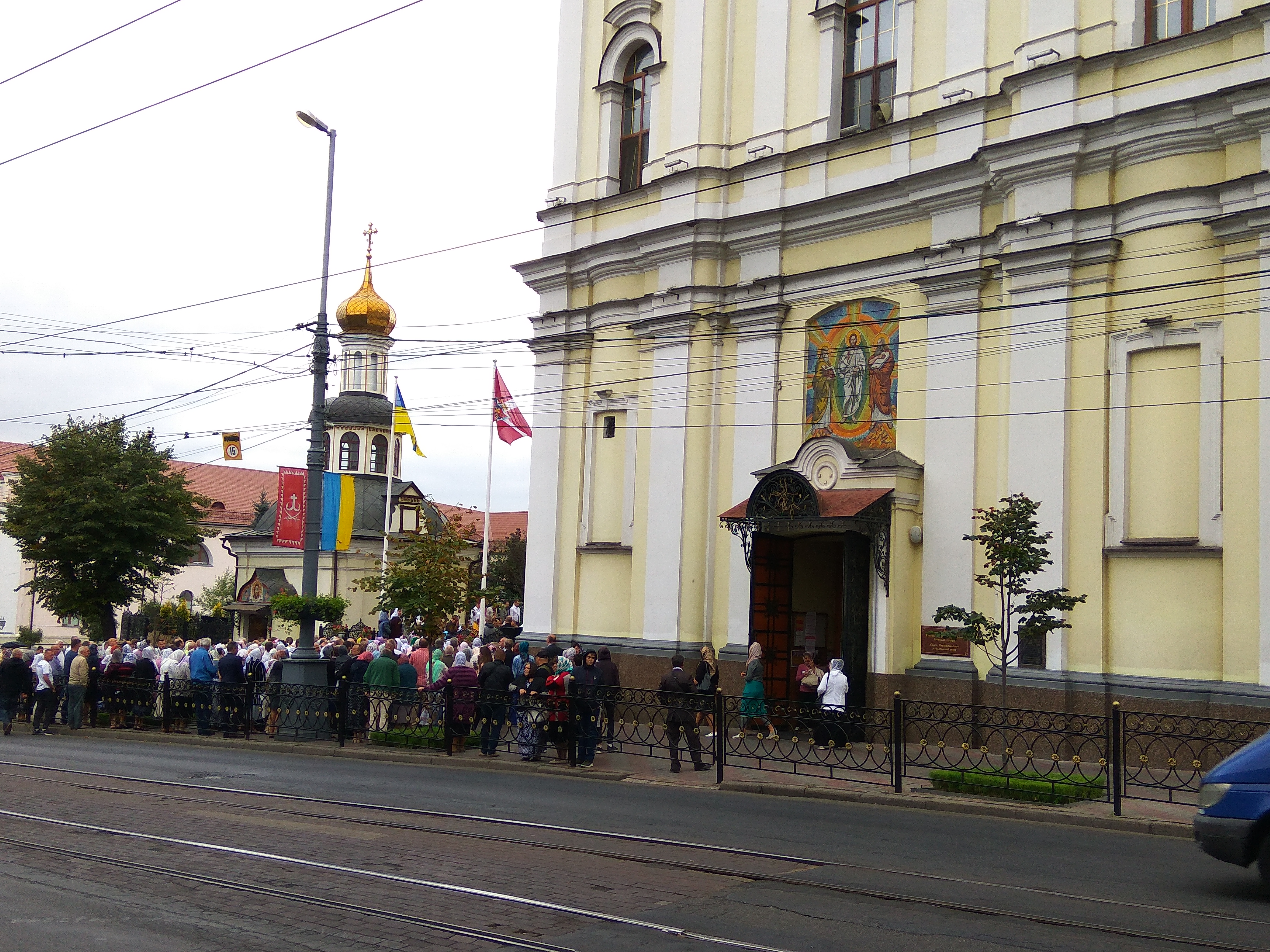
Мозаїка «Преображення Господнє» Спасо-Преображенського собору

У 1986 році Олександром Рожковим у школі № 4 міста Вінниця створено за кілька місяців дві мозаїки, що мають названу «Сила знань» (смальта, розмір: 2360х1600х2).
У 1997 році створено мозаїку «Преображення Господнє» для Спасо-Преображенського собору, робота зайняла близько року.

## Відзнаки та нагороди
Грамоти від обласного і міського управління культури (з нагоди 60-річчя, 2017).
Премії Правління Національної спілки художників України та Правління спілки художників Вінниці (2017).